# Live Dates 2
Live Dates 2 – czwarty album koncertowy Wishbone Ash.

## Lista utworów
Album zawiera utwory:
1. Doctor 5:51
2. Living Proof 5:57
3. Runaway 3:21
4. Helpless 3:56
5. F.U.B.B. 9:59
6. The Way Of The World 10:34
7. Lorelei 6:33
8. Persephone 8:42
9. You Rescue Me 7:05
10. Time Was 6:54
11. Goodbye Baby Hello Friend 5:32
12. No Easy Road 7:25

## Twórcy
Twórcami albumu są:
- Martin Turner – gitara basowa, wokal
- Andy Powell – gitara, wokal
- Laurie Wisefield – gitara, wokal
- Steve Upton – perkusja